# Гон, Антон
Антон Гон (нем. Anton Ghon; 1 января 1866, Филлах — 23 апреля 1936, Прага) — австрийский врач и исследователь туберкулёза и менингита.

## Биография
В 1890 году закончил своё обучение в Граце, затем несколько лет работал в институте патологии в Вене, где трудился совместно с Антоном Вейксельбаумом (1845—1920). Получил звание профессора в Праге в 1910 году. В его честь были названы очаги (они же пятна) Гона.

## Исследования
- Очаг Гона
- Первичный туберкулёзный комплекс

## Труды
- Der primäre Lungenherd bei der Tuberkulose der Kinder, (1912).